# Calathea saxicola
Calathea saxicola är en strimbladsväxtart som beskrevs av Frederico Carlos Hoehne. Calathea saxicola ingår i släktet Calathea och familjen strimbladsväxter. Inga underarter finns listade.